# Arc de Triomf del Carrousel
L'Arc de Triomf del Carrousel (en francès Arc de Triomphe du Carrousel) és un monument que Napoleó Bonaparte va fer construir el 1809. Té entrades a cadascuna de les quatre cares. És situat al 1r arrondissement de París. Es troba a la Place du Carrousel, just a l'oest del Louvre.
Aquest arc de triomf està catalogat com a monument històric des del 10 de setembre de 1888.

## Història
Edificat en homenatge a la Grande Armée de Napoleó entre 1807 i 1809, el monument és situat davant el palau del Louvre, sobre l'esplanada que precedeix l'ala del Palau de les Teuleries (abans que es cremés el 1871). Celebrant la victòria de l'exèrcit francès a Austerlitz, l'arc de triomf, projectat per Charles Percier i Pierre-François-Léonard Fontaine, il·lustra la campanya de 1805 i la capitulació d'Ulm el 1807.

## Composició de l'arc

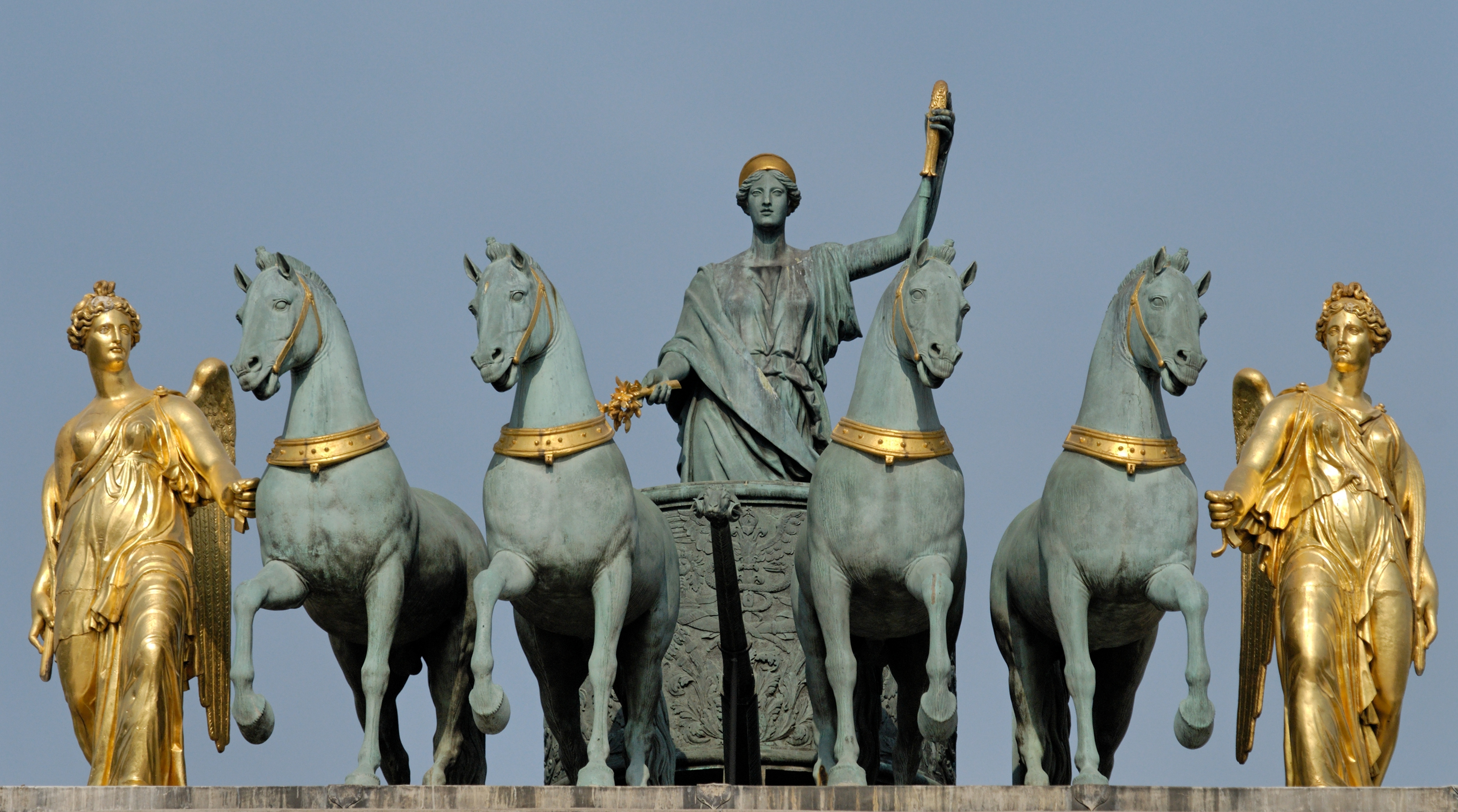
La quadriga de Cavalls de Bronze de Constantí I

Fa explícitament referència als arcs de triomf de l'Imperi Romà i, sobretot, al de Septimi Sever, a Roma. Els temes dels baixos relleus que il·lustren les batalles foren escollits pel director del Musée Napoléon (situat en aquell temps al Museu del Louvre), Vivant Denon, i els va dissenyar Charles Meynier.
La quadriga de dalt de tot de l'arc és una còpia dels cavalls de Sant Marc, que adornen la part superior de la porta principal de la basílica de Sant Marc a Venècia. En efecte, al final de la primera campanya d'Itàlia, l'exèrcit francès comandat pel general de l'exèrcit Napoleó Bonaparte va portar de Venècia, el 1798, l'original de l'escultura com a "tresor de guerra" i la va col·locar sobre el monument. Va ser envoltat de dues victòries a partir de 1808. El 1815, en resposta a la batalla de Waterloo i a la caiguda de l'emperador (Restauració), França torna la quadriga als austríacs, que la restitueixen de seguida a la ciutat dels duxs, que acabava de ser annexada a l'Imperi Austríac pel Congrés de Viena. Aleshores realitza la còpia l'escultor François Joseph Bosio el 1828.
Es pot llegir sobre el frontispici:
Façana est:

L'exèrcit francès embarcat a Boulogne amenaçava Anglaterra

Una tercera coalició esclata sobre el continent

Els francesos volen de l'oceà al Danubi

Baviera és alliberada, l'exèrcit austríac pres a Ulm

Napoleó entra a Viena, triomfa a Austerlitz

En menys de cent dies, la coalició és dissolta
Façana sud:

Honor al gran exèrcit

Victoriós a Austerlitz

A Moràvia

El 2 de desembre de 1805 dia d'aniversari

De la coronació de Napoleó
Façana oest:

A la veu del vencedor d'Austerlitz

L'imperi d'Alemanya cau

La confederació del Rin comença

Els regnes de Baviera i de Westfàlia són creats

Venècia és reunida a la corona de ferro

Itàlia sencera es col·loca sota les lleis del seu alliberador
Façana nord:

Amo dels estats del seu enemic

Napoleó els els torna

Signa la pau el 27 de desembre de 1805

A la capital d'Hongria

Ocupada pel seu exèrcit victoriós